# 30 février
Pour les articles homonymes, voir Trente-Février.
Le 30 février est un jour absent des calendriers actuellement en usage, le mois de février des calendriers grégorien et julien possédant en effet 28 jours les années les plus fréquentes et 29 jours les années bissextiles. Ce jour « trissextile » a été utilisé une fois dans l'Histoire, en Suède en 1712 (infra).
Il serait annuel tout comme le deviendrait le 29 février en cas d'adoption du calendrier universel (T.U. ?) dans lequel tous deux existent :
- au même titre que les 31 janvier, 31 avril, 31 juin /leap day uniquement les années bissextiles, 31 juillet, 31 octobre et 31 décembre le jour de l'an / Year day ;
- à l'inverse des 31 février, 31 mars, 31 mai, 31 août, 31 septembre et 31 novembre, qui n'y existent plus ou toujours pas.

## En Suède

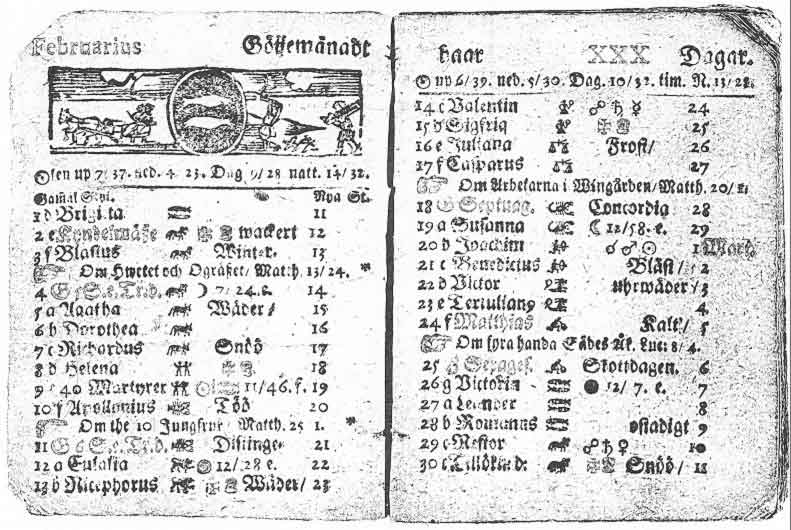
Le mois de février dans un almanach suédois de 1712.

En 1699, la Suède décida de passer du calendrier julien au calendrier grégorien en omettant les jours intercalaires à partir de 1700 et ce pendant quarante ans (voir calendrier suédois). Donc l’année 1700 ne fut pas une année bissextile en Suède, mais contrairement au plan prévu, ce fut la seule année ainsi modifiée : 1704 et 1708 furent bissextiles. Pendant cette période, le calendrier suédois fut donc un jour en avance sur le calendrier julien mais toujours dix jours en retard sur le calendrier grégorien.
En 1711, il fut décidé de revenir au calendrier julien et pour ce faire d’ajouter deux jours intercalaires l’année suivante, 1712, au mois de février qui dura donc trente jours. Ce trentième jour du mois de février suédois de 1712 correspondit au 29 février du calendrier julien et au 11 mars du calendrier grégorien.
L’adoption définitive du calendrier grégorien en Suède eut lieu en 1753.

## Utilisation de cette date dans des fictions
- Au début du film américain Vanilla Sky, sorti fin 2001, on peut voir que la vignette collée sur le pare-brise de la voiture du principal protagoniste David Aames est datée du 30 février 2001 (2/30/01 dans la notation américaine). Bien que le réalisateur Cameron Crowe explique dans le commentaire présent sur le DVD qu’il s’agit en fait d’un accident, ce détail est représentatif de l’ambiance générale de virtualité qui caractérise le film.
- Dans Dilbert, le boss demande qu’une présentation soit faite le 30 février – une demande absurde de plus, alors qu’il a déjà fait des requêtes stupides sur le contenu de la présentation[2].